# 394 (číslo)
Tři sta devadesát čtyři je přirozené číslo. Následuje po číslu tři sta devadesát tři a předchází číslu tři sta devadesát pět. Římskými číslicemi se zapisuje CCCXCIV a řeckými číslicemi τϟδ.

## Matematika
394 je:
- Deficientní číslo
- Složené číslo
- Nešťastné číslo

## Astronomie
- (394) Arduina je planetka hlavního pásu, kterou objevil v roce 1894 Alphonse Louis Nicolas Borrelly

## Roky
- 394
- 394 př. n. l.